# I. e. 26
Évszázadok: i. e. 2. század – i. e. 1. század – 1. század
Évtizedek: i. e. 70-es évek – i. e. 60-as évek – i. e. 50-es évek – i. e. 40-es évek – i. e. 30-as évek – i. e. 20-as évek – i. e. 10-es évek – i. e. 1-es évek – 1-es évek – 10-es évek – 20-as évek
Évek: i. e. 31 – i. e. 30 – i. e. 29 – i. e. 28 –  i. e. 27 – i. e. 26 – i. e. 25 – i. e. 24 – i. e. 23 – i. e. 22 – i. e. 21

## Események

### Róma
- Augustus császárt (nyolcadszor) és Titus Statilius Taurust (másodszor) választják consulnak.
- Augustus maga veszi kezébe az évek óta húzódó cantabriai háború irányítását, de megbetegszik és kénytelen Tarragonába visszahúzódni.
- Hispániai útja előtt Augustus Marcus Valerius Messallát nevezi ki Róma praefectusává, de mivel kinevezése nem törvényes, hat nap múlva lemond (vagy a szenátus kényszeríti erre).
- Egyiptom praefectusa, Caius Cornelius Gallus kegyvesztetté válik, leváltják, mire öngyilkos lesz. Utóda Caius Aelius Gallus, aki háborút indít Arabia Felix (Sába királysága, a mai Jemen) ellen. Nabateus sivatagi kalauza azonban szándékosan nehéz terepre viszi, a sivatagi terep és ismeretlen betegségek megtizedelik a tízezres római sereget. Hat hónap alatt érnek el Sába fővárosához, Máridhoz de egyhetes ostrom után kénytelenek visszafordulni. A római flotta elfoglalja és elpusztítja Eudaemon (ma Áden) kikötőjét.

### Pártus Birodalom
- II. Tiridatész, aki i. e. 32 körül egy rövid időre letaszította a trónról IV. Phraatészt, római segítséggel ismét betör Mezopotámiába, elfoglalja egy részét és saját pénzt ad ki. Phraatész néhány hónappal később elűzi.

## Halálozások
- Caius Cornelius Gallus, római politikus, költő
- Marcus Valerius Messalla Rufus, római politikus

## Fordítás
- Ez a szócikk részben vagy egészben  a(z)   26 BC című angol Wikipédia-szócikk ezen változatának fordításán alapul.  Az eredeti cikk szerkesztőit annak laptörténete sorolja fel. Ez a jelzés csupán a megfogalmazás eredetét és a szerzői jogokat jelzi, nem szolgál a cikkben szereplő információk forrásmegjelöléseként.